# Championnats du monde juniors de biathlon 2024
Navigation
Chtchoutchinsk 2023 Östersund 2025
Les Championnats du monde juniors de biathlon 2024 ont lieu à Otepää en Estonie, du 23 février au 7 mars 2024.

## Présentation
La catégorie « Juniors » regroupe les biathlètes de moins de 22 ans (nés en 2002, 2003 ou 2004) et la catégorie « Jeunes »  regroupe les biathlètes de moins de 19 ans (nés en 2005, 2006, 2007 ou 2008). 

### Participants
Pour les épreuves Juniors, les biathlètes français sélectionnés sont Fany Bertrand, Célia Henaff, Léonie Jeannier et Lisa Siberchicot chez les femmes, et Axel Garnier, Théo Guiraud-Poillot, Jacques Jefferies et Valentin Lejeune chez les hommes. Pour les épreuves Jeunes, les biathlètes français sélectionnés sont Lola Bugeaud, Lou-Anne Dupont Ballet-Baz, Alice Dusserre et Voldiya Galmace-Paulin chez les femmes, et Jérémie Bouchex-Bellomie, Léo Carlier, Antonin Guy et Flavio Guy chez les hommes.

### Calendrier
Les épreuves sont organisées selon le programme suivant.

#### Juniors
- Individuel (hommes et femmes) : 25 février
- Sprint (hommes et femmes) : 28 février
- Mass Start 60 (hommes et femmes) : 29 février
- Relais (hommes et femmes) : 2 mars
- Relais mixte : 23 février

#### Jeunes
- Individuel (hommes et femmes) : 24 février
- Sprint (hommes et femmes) : 27 février
- Mass Start 60 (hommes et femmes) : 29 février
- Relais (hommes et femmes) : 1er mars
- Relais mixte : 23 février

## Résultats et podiums

### Juniors

#### Hommes
| Épreuves            | Or                                                               | Argent                                                                       | Bronze                                                                             |
| ------------------- | ---------------------------------------------------------------- | ---------------------------------------------------------------------------- | ---------------------------------------------------------------------------------- |
| Individuel 15 km    | Leonhard Pfund                                                   | Valentin Lejeune                                                             | Jan Gunka                                                                          |
| Sprint 10 km        | Isak Frey                                                        | Jan Gunka                                                                    | Linus Kesper                                                                       |
| Mass Start 60 12 km | Sivert Gerhardsen                                                | Isak Frey                                                                    | Tobias Alm                                                                         |
| Relais 4 × 7,5 km   | Norvège- Tobias Alm - Sivert Gerhardsen - Ole Suhrke - Isak Frey | Ukraine- Stepan Kinash - Bohdan Borkovskyi - Serhii Suprun - Vitalii Mandzyn | France- Valentin Lejeune - Axel Garnier - Théo Guiraud-Poillot - Jacques Jefferies |

#### Femmes
| Épreuves           | Or                                                                             | Argent                                                                             | Bronze                                                                    |
| ------------------ | ------------------------------------------------------------------------------ | ---------------------------------------------------------------------------------- | ------------------------------------------------------------------------- |
| Individuel 12,5 km | Julia Tannheimer                                                               | Ema Kapustová                                                                      | Lena Repinc                                                               |
| Sprint 7,5 km      | Sara Andersson                                                                 | Julia Tannheimer                                                                   | Valentina Dimitrova                                                       |
| Mass Start 60 9 km | Julia Kink                                                                     | Ema Kapustová                                                                      | Fany Bertrand                                                             |
| Relais 4 × 6 km    | Allemagne- Alina Nussbicker - Julia Tannheimer - Julia Kink - Marlene Fichtner | Norvège- Ann Kristin Aaland - Gro Randby - Guro Femsteinevik - Maren Brannare-Gran | France- Léonie Jeannier - Fany Bertrand - Célia Henaff - Lisa Siberchicot |

#### Mixte
| Épreuves                       | Or                                                                        | Argent                                                                         | Bronze                                                                      |
| ------------------------------ | ------------------------------------------------------------------------- | ------------------------------------------------------------------------------ | --------------------------------------------------------------------------- |
| Relais 2 × 6 km H + 2 × 6 km F | Norvège- Sivert Gerhardsen - Isak Frey - Maren Brannare-Gran - Gro Randby | Allemagne- Leonhard Pfund - Linus Kesper - Julia Tannheimer - Marlene Fichtner | Autriche- Oliver Lienbacher - Fabian Muellauer - Lara Wagner - Anna Andexer |

### Jeunes

#### Hommes
| Épreuves            | Or                                                      | Argent                                                       | Bronze                                                  |
| ------------------- | ------------------------------------------------------- | ------------------------------------------------------------ | ------------------------------------------------------- |
| Individuel 12,5 km  | Antonin Guy                                             | Kasper Kalkenberg                                            | Pavel Trojer                                            |
| Sprint 7,5 km       | Kasper Kalkenberg                                       | Matija Legović                                               | Jimi Klemettinen                                        |
| Mass Start 60 12 km | Kasper Kalkenberg                                       | Jakob Kulbin                                                 | Oliver Alm                                              |
| Relais 3 × 7,5 km   | Norvège- Isak Skogrand - Oliver Alm - Kasper Kalkenberg | France- Léo Carlier - Jérémie Bouchex-Bellomie - Antonin Guy | Italie- Michele Carollo - Davide Cola - Nicola Giordano |

#### Femmes
| Épreuves           | Or                                                              | Argent                                                                         | Bronze                                                        |
| ------------------ | --------------------------------------------------------------- | ------------------------------------------------------------------------------ | ------------------------------------------------------------- |
| Individuel 10 km   | Alma Siegismund                                                 | Ilona Plecháčová                                                               | Voldiya Galmace-Paulin                                        |
| Sprint 6 km        | Elsa Tänglander                                                 | Voldiya Galmace-Paulin                                                         | Melina Gaupp                                                  |
| Mass Start 60 9 km | Oleksandra Merkushyna                                           | Lola Bugeaud                                                                   | Carlotta Gautero                                              |
| Relais 3 × 6 km    | Norvège- Agathe Brathagen - Anna Torjussen - Silje Berg-Knutsen | Italie- Fabiola Miraglio Mellano - Nayeli Mariotti Cavagnet - Carlotta Gautero | Tchéquie- Agata Moskvova - Ilona Plecháčová - Heda Mikolasova |

#### Mixte
| Épreuves                       | Or                                                                          | Argent                                                                          | Bronze                                                                          |
| ------------------------------ | --------------------------------------------------------------------------- | ------------------------------------------------------------------------------- | ------------------------------------------------------------------------------- |
| Relais 2 × 6 km H + 2 × 6 km F | France- Léo Carlier - Antonin Guy - Voldiya Galmace-Paulin - Alice Dusserre | Norvège- Oliver Alm - Kasper Kalkenberg - Silje Berg-Knutsen - Agathe Brathagen | Tchéquie- Vladimir Kockmanek - David Elias - Ilona Plechacova - Heda Mikolasova |

## Tableau des médailles
| Rang  | Nation    | Or | Argent | Bronze | Total |
| ----- | --------- | -- | ------ | ------ | ----- |
| 1     | Norvège   | 8  | 4      | 2      | 14    |
| 2     | Allemagne | 5  | 2      | 2      | 9     |
| 3     | France    | 2  | 4      | 4      | 10    |
| 4     | Suède     | 2  | 0      | 0      | 2     |
| 5     | Ukraine   | 1  | 1      | 0      | 2     |
| 6     | Slovaquie | 0  | 2      | 0      | 2     |
| 7     | Tchéquie  | 0  | 1      | 2      | 3     |
| 7     | Italie    | 0  | 1      | 2      | 3     |
| 9     | Pologne   | 0  | 1      | 1      | 2     |
| 10    | Croatie   | 0  | 1      | 0      | 1     |
| 10    | Estonie   | 0  | 1      | 0      | 1     |
| 12    | Slovénie  | 0  | 0      | 2      | 2     |
| 13    | Autriche  | 0  | 0      | 1      | 1     |
| 13    | Finlande  | 0  | 0      | 1      | 1     |
| 13    | Bulgarie  | 0  | 0      | 1      | 1     |
| Total | Total     | 18 | 18     | 18     | 54    |